# Hestra, Ydre kommun
Hestra är en tätort, den näst största i Ydre kommun i Östergötlands län. Den ligger i Torpa socken vid länsväg 131, 12 km söder om Tranås och 20 km norr om Österbymo. Tätorten har vuxit fram kring Hestra säteri som ligger centralt i samhället.
Hestraskolan invigdes i slutet av 1970-talet och har 40 elever från förskolan till årskurs 3.
I Hestra hålls Ydre Country Festival.

## Befolkningsutveckling
| Befolkningsutvecklingen i Hestra, Ydre kommun 1975–2020 | Befolkningsutvecklingen i Hestra, Ydre kommun 1975–2020 | Befolkningsutvecklingen i Hestra, Ydre kommun 1975–2020 | Befolkningsutvecklingen i Hestra, Ydre kommun 1975–2020 | Befolkningsutvecklingen i Hestra, Ydre kommun 1975–2020 |
| ------------------------------------------------------- | ------------------------------------------------------- | ------------------------------------------------------- | ------------------------------------------------------- | ------------------------------------------------------- |
|                                                         |                                                         |                                                         |                                                         |                                                         |
| År                                                      |                                                         |                                                         | Folkmängd                                               | Areal (ha)                                              |
| 1975                                                    | 1975                                                    |                                                         | 379                                                     |                                                         |
| 1980                                                    | 1980                                                    |                                                         | 479                                                     |                                                         |
| 1990                                                    | 1990                                                    |                                                         | 546                                                     | 70                                                      |
| 1995                                                    | 1995                                                    |                                                         | 497                                                     | 70                                                      |
| 2000                                                    | 2000                                                    |                                                         | 488                                                     | 70                                                      |
| 2005                                                    | 2005                                                    |                                                         | 490                                                     | 70                                                      |
| 2010                                                    | 2010                                                    |                                                         | 476                                                     | 70                                                      |
| 2015                                                    | 2015                                                    |                                                         | 458                                                     | 79                                                      |
| 2020                                                    | 2020                                                    |                                                         | 473                                                     | 78                                                      |
| Anm.: Ny tätort 1975                                    |                                                         |                                                         |                                                         |                                                         |